# Joe Marchal
Joseph Hamilton „Joe” Marchal (ur. 9 sierpnia 1960 w Lansing) – amerykański judoka. Olimpijczyk z Seulu 1988, gdzie zajął czternaste miejsce w wadze półlekkiej.
Uczestnik mistrzostw świata w 1985 i 1989. Startował w Pucharze Świata w 1991. Wicemistrz uniwersjady w 1985 roku.

## Letnie Igrzyska Olimpijskie 1988
| Konkurencja | Rundy eliminacyjne     | Rundy eliminacyjne | Rundy eliminacyjne      | Klas. końcowa |
| Konkurencja | Przeciwnik I           | Przeciwnik II      | Przeciwnik III          | Miejsce       |
| ----------- | ---------------------- | ------------------ | ----------------------- | ------------- |
| 65 kg       | Sandeep Byala (IND) WO | Wu Po-chen (TPE) Z | Yōsuke Yamamoto (JPN) P | 14.           |